# Estadio Obando y Pacheco
El estadio Obando y Pacheco es un estadio multiusos ubicado en la ciudad de Santo Domingo, provincia de Santo Domingo. Fue inaugurado en el año 2006. Es usado para la práctica del fútbol y tiene capacidad para 2000 espectadores.
Desempeña un importante papel en el fútbol local, ya que los clubes de santodomingueños como el Club Cultural y Deportivo Águilas hacen o hacían de local en este escenario deportivo, que participan en el Campeonato Provincial de Segunda Categoría de Santo Domingo.
El estadio es sede de distintos eventos deportivos a nivel local, ya que también es usado para los campeonatos escolares de fútbol que se desarrollan en la ciudad en las distintas categorías, también puede ser usado para eventos culturales, artísticos, musicales de la localidad.
El recinto deportivo se encuentra ubicado en la Avenida Río Toachi de la ciudad de Santo Domingo. El estadio tiene instalaciones modernas con camerinos para árbitros, equipos local y visitante, zona de calentamiento, cabinas de prensa, sala de prensa, y muchas más comodidades para los aficionados. Además de:
- Campeonatos Intercolegiales de fútbol.
- Entrenamientos disciplinas fútbol.

## Remodelación 2014
El estadio Obando y Pacheco fue sometido a una remodelación completa, esto debido al pésimo estado del terreno de juego, el Gobierno Nacional se ha encargado de la obra y entre los principales cambios están el reemplazo del césped natural por uno sintético, nivelado de la cancha, mejoras en el sistema de drenaje y colocación de iluminarias; con la remodelación el estadio solo estará destinado para partidos de fútbol oficiales y no para realizar entrenamientos de algún equipo.